# Mora lasarett

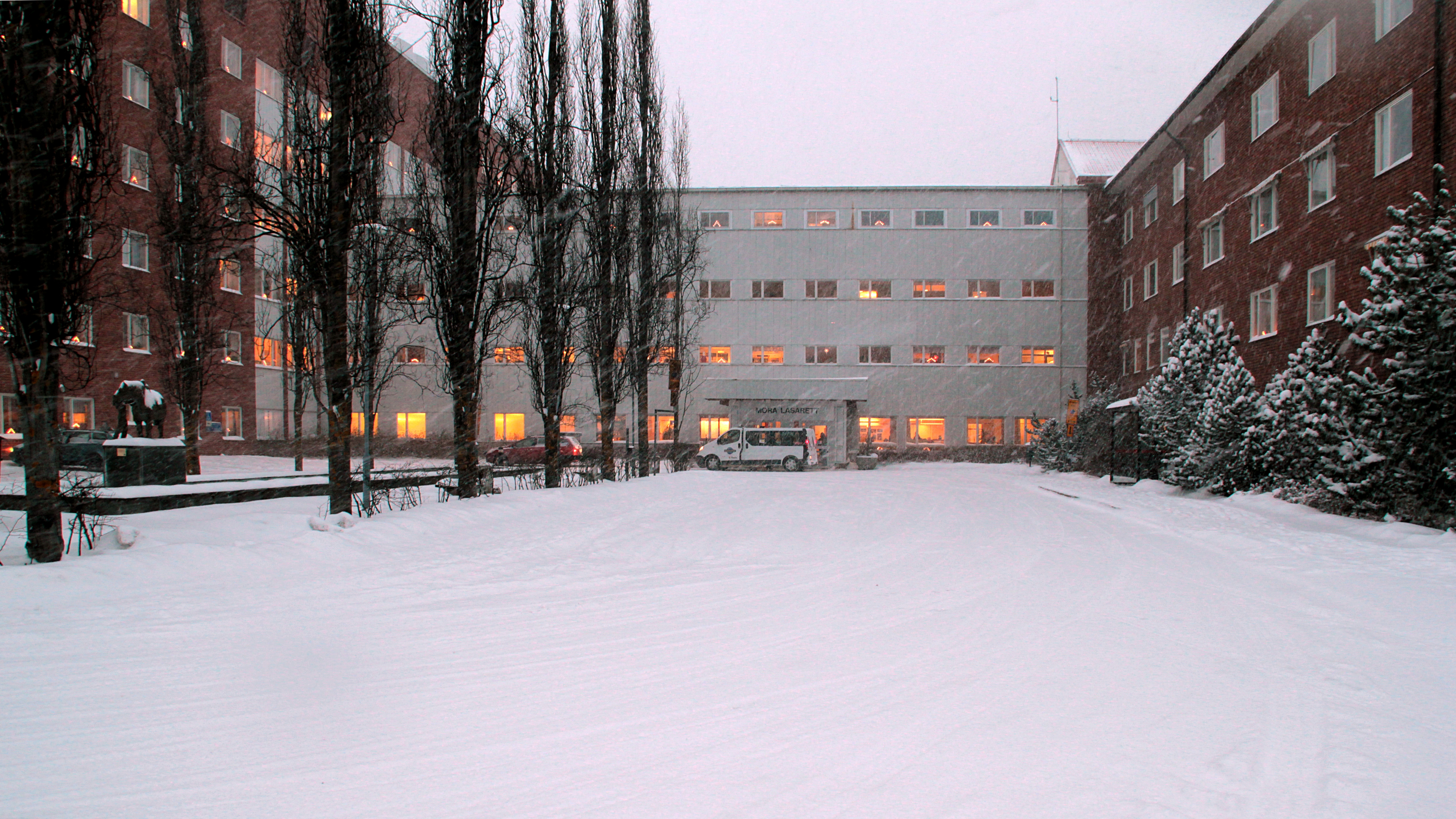
Huvudentrén till Mora lasarett.

Mora lasarett är ett sjukhus drivet av regionen i Mora-Noret, delen av Mora öster om Österdalälven. Det invigdes 1912 och har västra och norra Dalarna som upptagningsområde. Tillsammans med Falu lasarett är det de enda akutsjukhusen i Dalarna.

## Verksamhet
Lasarettet har akutmottagning, kirurgiavdelningar, medicinavdelningar, ögonmottagning, öron-, näsa-, halsmottagning, psykiatri, njurmottagning med mera. Tidigare fanns det även förlossningsavdelning som stängdes sommaren 2009 på grund av brist på barnmorskor, slutgiltiga beslutet om nedläggning togs året därpå.

## Bilder

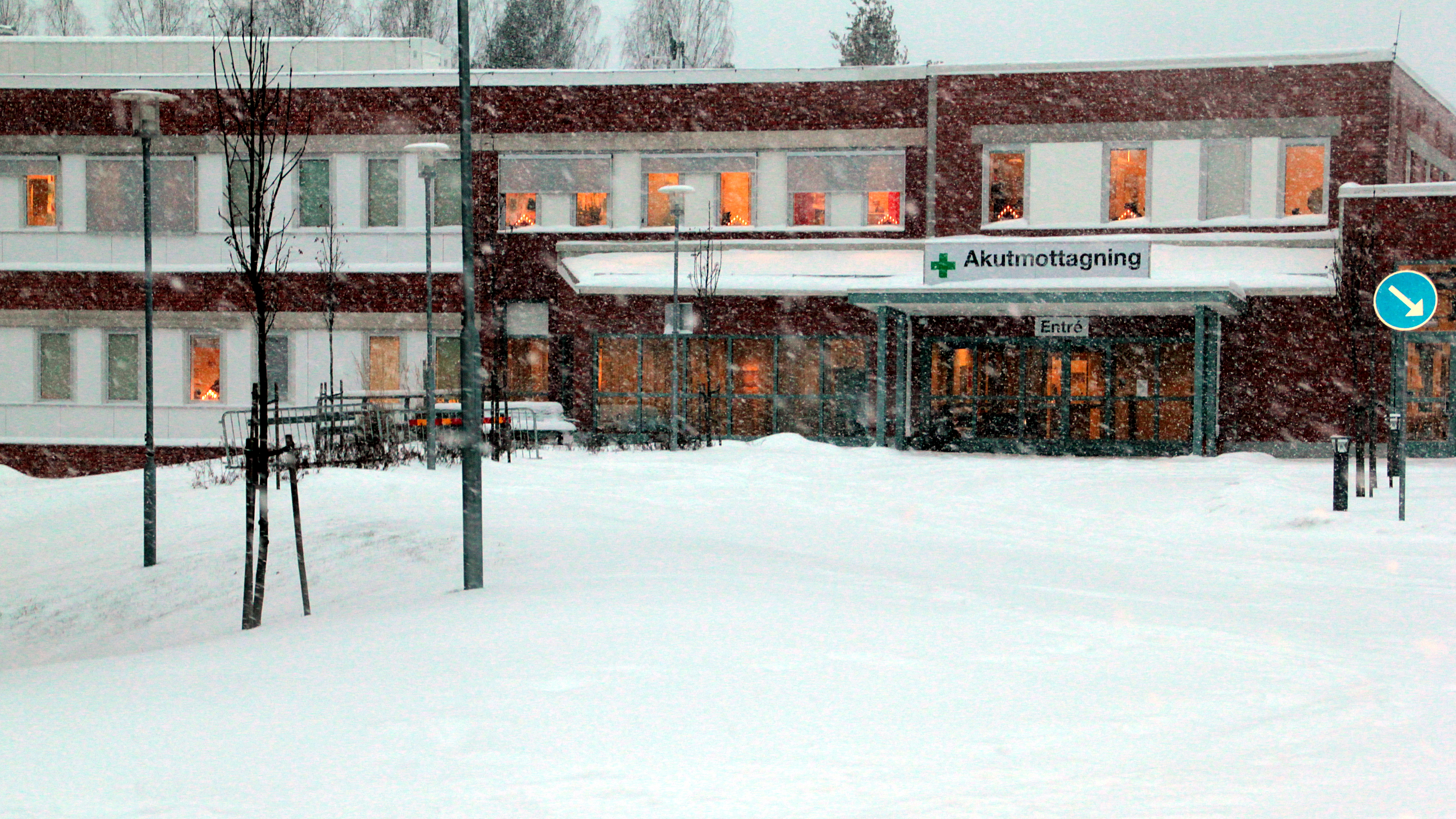
Akutmottagningens entré.
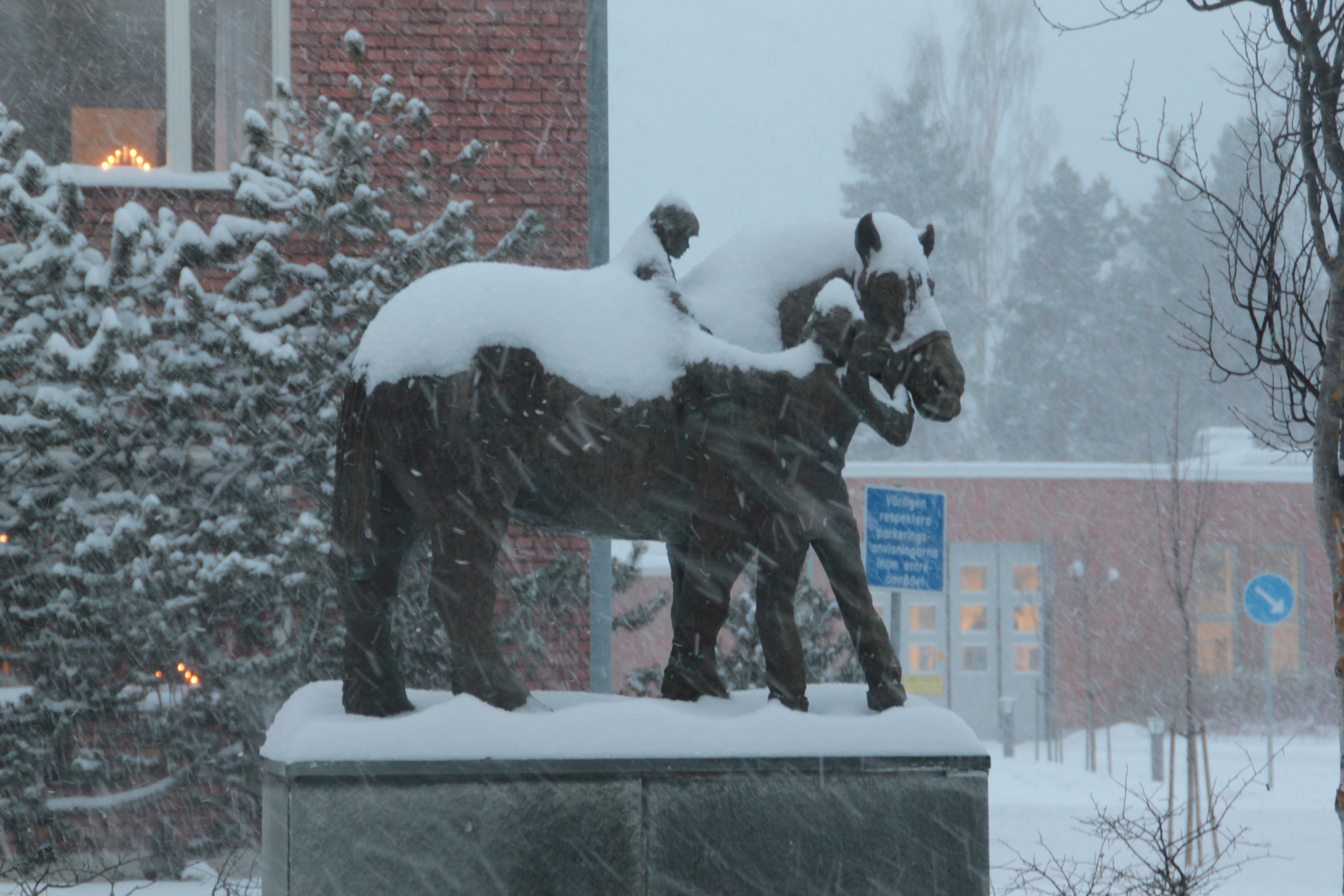
Staty framför huvudentrén.